# Szabolcs Schimmer
Szabolcs Schimmer (sinh 24 tháng 2 năm 1984 ở Szombathely) là một cầu thủ bóng đá Hungary hiện tại thi đấu cho Szombathelyi Haladás.

## Thống kê câu lạc bộ
| Câu lạc bộ          | Mùa giải | Giải vô địch | Giải vô địch | Cúp     | Cúp       | Cúp Liên đoàn | Cúp Liên đoàn | Châu Âu | Châu Âu   | Tổng    | Tổng      |
| Câu lạc bộ          | Mùa giải | Số trận      | Bàn thắng    | Số trận | Bàn thắng | Số trận       | Bàn thắng     | Số trận | Bàn thắng | Số trận | Bàn thắng |
| ------------------- | -------- | ------------ | ------------ | ------- | --------- | ------------- | ------------- | ------- | --------- | ------- | --------- |
| Haladás             |          |              |              |         |           |               |               |         |           |         |           |
| 2003–04             | 9        | 1            | 0            | 0       | 0         | 0             | 0             | 0       | 9         | 1       |           |
| 2004–05             | 17       | 4            | 1            | 0       | 0         | 0             | 0             | 0       | 18        | 4       |           |
| 2005–06             | 27       | 1            | 0            | 0       | 0         | 0             | 0             | 0       | 27        | 1       |           |
| 2006–07             | 24       | 2            | 0            | 0       | 0         | 0             | 0             | 0       | 24        | 2       |           |
| 2007–08             | 23       | 1            | 0            | 0       | 0         | 0             | 0             | 0       | 23        | 1       |           |
| 2008–09             | 23       | 0            | 1            | 0       | 6         | 1             | 0             | 0       | 30        | 1       |           |
| 2009–10             | 26       | 1            | 1            | 0       | 0         | 0             | 4             | 0       | 31        | 1       |           |
| 2010–11             | 26       | 1            | 2            | 0       | 2         | 0             | 0             | 0       | 30        | 1       |           |
| 2011–12             | 25       | 1            | 4            | 0       | 2         | 0             | 0             | 0       | 31        | 1       |           |
| 2012–13             | 27       | 0            | 2            | 0       | 0         | 0             | 0             | 0       | 29        | 0       |           |
| 2013–14             | 25       | 0            | 1            | 0       | 7         | 0             | 0             | 0       | 33        | 0       |           |
| 2014–15             | 11       | 0            | 3            | 0       | 1         | 0             | 0             | 0       | 15        | 0       |           |
| Tổng                | 263      | 12           | 15           | 0       | 18        | 1             | 4             | 0       | 300       | 13      |           |
| Tổng cộng sự nghiệp |          | 263          | 12           | 15      | 0         | 18            | 1             | 4       | 0         | 300     | 13        |

Cập nhật theo các trận đấu đã diễn ra tính đến ngày 26 tháng 10 năm 2014.